# Kościół św. Mikołaja w Skale

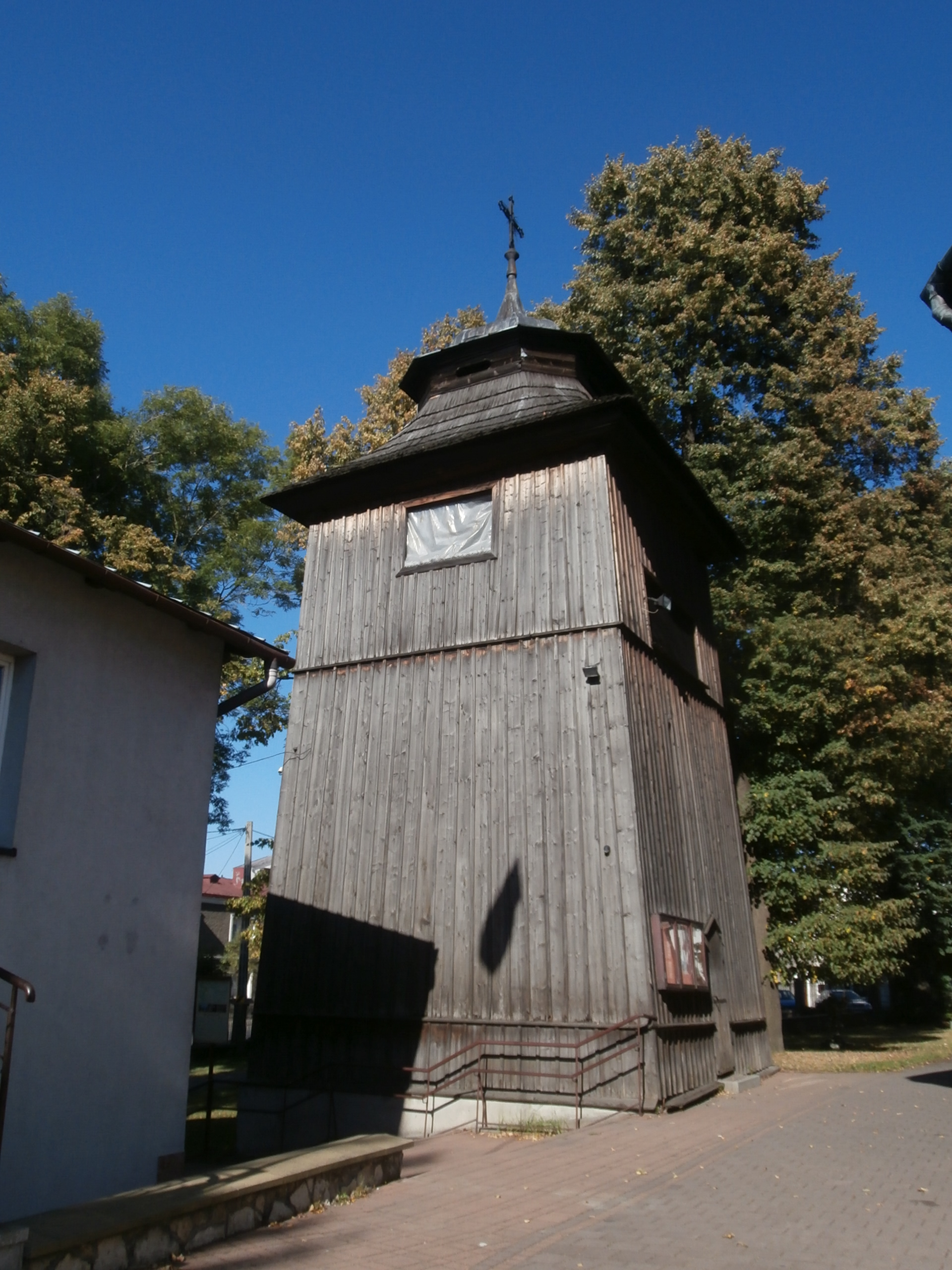
Dzwonnica przy kościele znajdująca się na Szlaku Architektury Drewnianej

Kościół św. Mikołaja w Skale — zabytkowa świątynia rzymskokatolicka w mieście Skała, pełniąca funkcję kościoła parafialnego miejscowej parafii.

## Historia
Najstarsze elementy kościoła w Skale: mury nawy i część prezbiterium, wzniesione zostały w stylu gotyckim w II połowie XIV wieku. Kościół dwukrotnie spłonął: w 1737 i 1763. Za każdym razem został odbudowany. W 1763 zniszczenia były tak duże, że zdecydowano się rozebrać kaplicę św. Stanisława z 1600 roku, gdyż groziła zawaleniem. Podczas tych prac nadano całemu kościołowi charakter późnobarokowy. W latach 1948–1949 świątynia została powiększona: dobudowano zachodnią część celowo w taki sposób, aby odznaczała się od reszty budynku.
W XX wieku kościół przeszedł dwa gruntowne remonty: w latach 1960-1965 oraz 1990-1992.

## Opis

### Architektura
Kościół św. Mikołaja w Skale to świątynia murowana, pierwotnie gotycka, a obecnie późnobarokowa, o węższym, zamkniętym wielobocznie prezbiterium. Do głównej bryły przylegają dwie boczne kaplice: 
- od południa kaplica pw. św. Stanisława Kostki (dawniej św. Teresy)[4]
- od północy kaplica pw. bł. Salomei[4].

### Wnętrze
Wnętrze kościoła nakryte jest drewnianym stropem płaskim. Deski zdobi polichromia. 
Wyposażenie kościoła pochodzi z XVII i XVIII wieku. Szczególnie cenne są:
- XVII-wieczny obraz Matki Bożej Śnieżnej, przeniesiony do ołtarza głównego z ołtarza bocznego[4], konsekrowany w 1972 roku[4] i otaczany szczególną czcią[5];
- XVII-wieczny krucyfiks[5];
- obrazy św. Mikołaja i św. Anny[5].

## Dzwonnica
Obok kościoła stoi zabytkowa wolnostojąca drewniana dzwonnica z 1763, wzniesiona w konstrukcji słupowej i przykryta dachem namiotowym, zwieńczonym kopułą. Dzwonnica ta znajduje się na Małopolskim Szlaku Architektury Drewnianej.
Jest to budowla drewniana, wzniesiona na kamiennej podmurówce o planie kwadratu, o konstrukcji słupowej. Jej pochyłe ściany wykonano z układanych pionowo na styk desek. Dzwonnica ma dwie kondygnacje. W górnej wycięte są prostokątne otwory.
Wewnątrz wiszą dzwony z 1767 roku, odlane przez Baltazara Roszkiewicza.

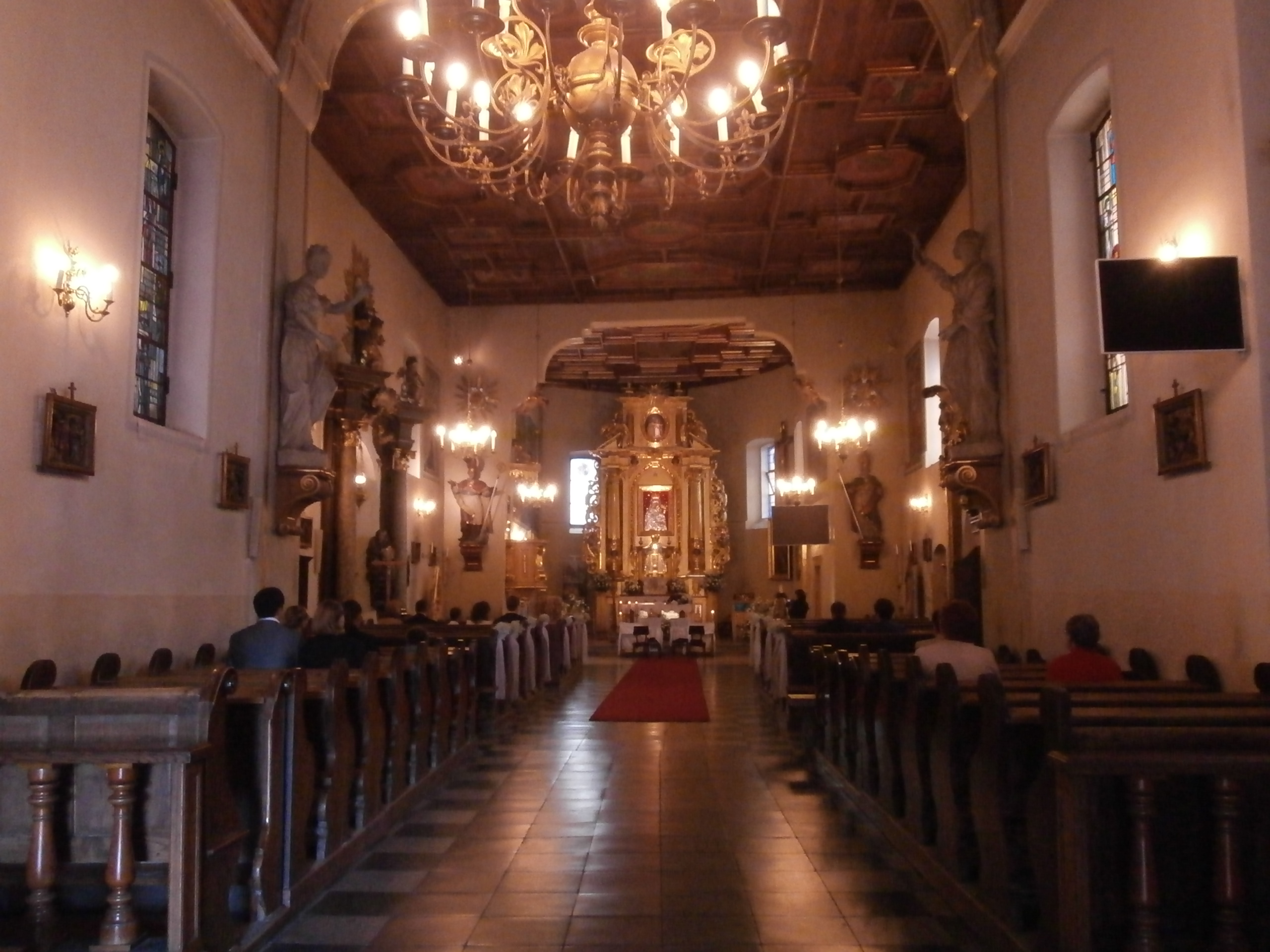
Wnętrze kościoła